# David Hartley
David Hartley (Halifax, Yorkshire, 21 juny 1705 − Bath, 28 d'agost de 1757) va ser un filòsof britànic.

## Biografia
S'educà en la seva vila nadiua i en el Col·legi Jesús de Cambridge; es va voler dedicar a la carrera eclesiàstica com el seu pare, però ben aviat va manifestar els seus escrúpols davant de l'obligació de signar els 39 articles, i va renunciar a rebre les ordres, consagrant-se a l'estudi de la medicina. acabats els seus estudis, es va dedicar amb èxit a l'exercici d'aquesta professió a Newark (comtat de Nottingham), Bury-Saint-Edmond, a prop de Londres, i, darrerament a Bath. Va estar relacionat amb l'historiador Hooke, el poeta Young, el doctor Jortin i els prelats Law, Butler, Hoadey i Warburton. Atacat del mal de pedra, es va mostrar crèdul al final de la seva vida amb el remei que havia inventat la senyora Steven, i va contribuir a que aquesta fos subvencionada amb 5.000 lliures pel Parlament; a aquest efecte va escriure: A view of the present evidence for and against Mistress Steven's medicines for the Stone (Londres, 1739), traducció francesa de Bremoad (París, 1740), en que presentaba els resultats obtinguts en 151 casos.
Hartley va rebre des de molt jove la idea de condensar en una obra les seves opinions científiques, filosòfiques i religioses. El 1746 va donar a llum la seva Conjecturae quaedam de motu sensus et idearum generatione (Bath, 1746), reimprès pel doctor Parr en les seves Metaphisical tracts... (Londres, 1837), i el 1747 An enquiry into the appetits and affections schewing how each arises from association..., publicada sense nom d'autor i més tard Observations on man, his frame, duly and his espectations (Londres, 1749; 2,ª ed., per Priestley, Londres, 1774; 3ª ed., per un fill de l'autor, Londres, 1791; 6ª ed., 1834), la qual fou vertida al francès per Jurain (Rennes, 1755) y al alemany per A. Pistoius (Rostock, 1772).

Format Hartley a la direcció empírica anglesa, es decideix, com Hobbes, pel materialisme. La idea fonamental de la seva hipòtesi associacionista declara haver-li estat suggerida per l'obra de John Gay, Fundamental Principle of Virtue or Morality i anticipada per Law en l versió llatina de l'obra de l'arquebisbe de Dublín King sobre l'origen del mal. Hartley és important per haver estat el primer a intentar una explicació total de la vida de l'esperit per les soles lleis de l'associació. 
| « | <Els objectes exteriors, diu, que fereixen els sentits, ocasionen primer als nervis sobre que actuen i de seguida al cervell, vibracions de parts medul·lars infinitament petites. Aquestes vibracions són excitades i propagades en part per mitjà de l'èter, en part per la uniformitat, la continuïtat, la flexibilitat i l'energia de la substància medul·lar del cervell, de la medul·la espinal i dels nervis.> | » |

Amb això Hartley creu fonamentar suficientment el caràcter retentiu i reproductiu de la memoria. D'altra banda, afegeix que les idees, igual que les vibracions, s'associen quan s'han presentat juntes o successivament. Contra David Hume, suprimeix la llei originària de semblança a l'associació de les representacions, i redueix totes les formes complexes de la consciència al joc de la mecànica cerebral i psicofisiològica.
És conegut sobretot per la seva obra Observations on Man, his fame, his duty and his expectations (1749), en la qual defensa una psicologia associacionista i el mecanisme fisiològic. Va tenir gran influència en l'obra de John Stuart Mill. En aquesta obra exposa idees similars a les de Condillac, en Essai sur l'origine des connaissance humaines. Té dues parts. La primera d'elles es refereix al marc del cos i la ment humans, i les seves connexions i influències mútues, i la segona als deures i expectatives de la humanitat.

## Família
Va estudiar a la Universitat de Cambridge. Es va casar dues vegades. La primera el 1730 amb Alice Rowley, que va morir l'any següent en donar a llum al seu fill David (1731-1813). El seu segon matrimoni va ser el 1735 amb Elizabeth (1713-1778), la filla de Robert Packer de Shellingford i Bucklebury, tots dos a Berkshire. D'ella va tenir dos fills, Mary (1736-1803) i Winchcombe Henry (1740-1794).
Hartley va exercir com a Metge a Newark, Bury St Edmunds, Londres, i finalment a Bath, on va morir.